# Stichodactylidae
Famille
Les Stichodactylidés (Stichodactylidae) sont une famille d'anémones de mer.

## Liste des genres
Selon World Register of Marine Species (21 avril 2022) :
- genre Radianthus Kwietniewski, 1896 -- 3 espèces
- genre Stichodactyla Brandt, 1835 -- 5 espèces

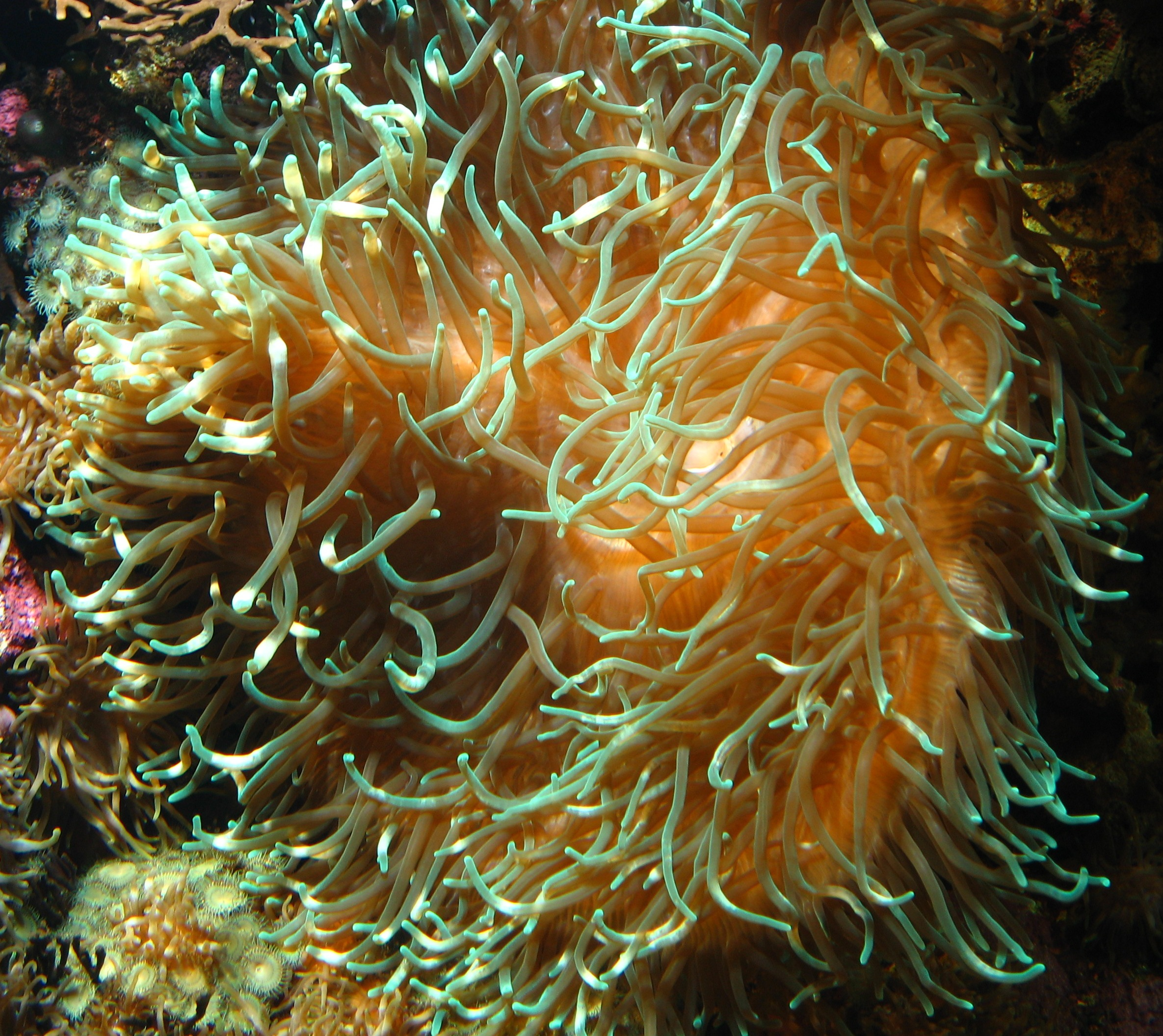
Radianthus sp.
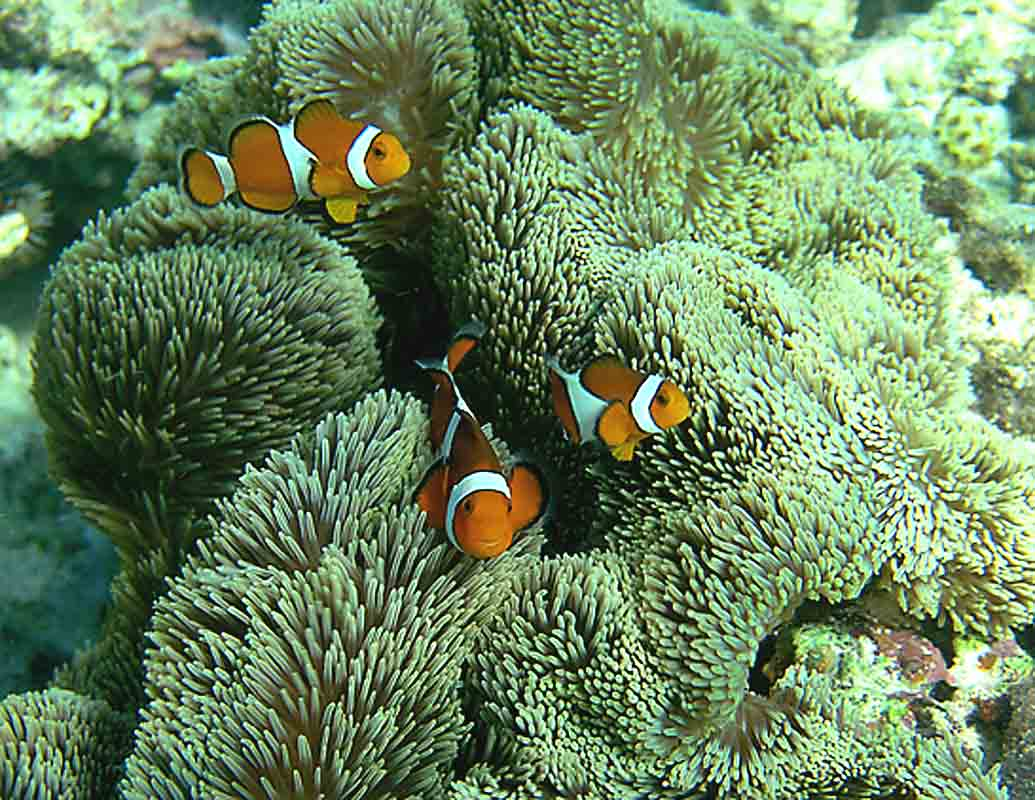
Stichodactyla gigantea

Le genre Heteractis, autrefois placé dans cette famille, dispose désormais de sa propre famille (monotypique) : les Heteractidae Andres, 1883. 